# História da Bulgária (1878–1946)

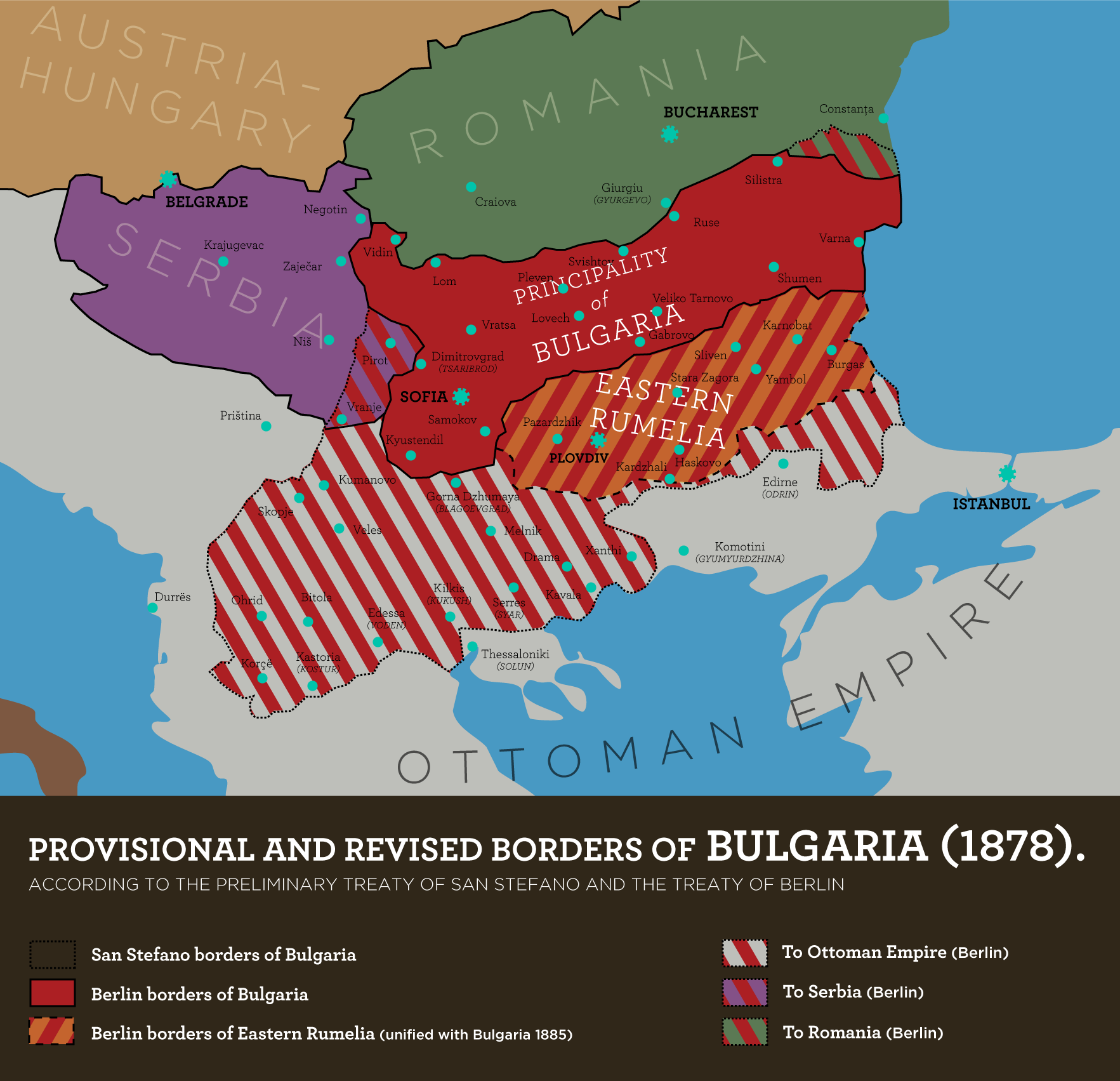
Fronteiras da Bulgária de acordo com o Tratado de San Stefano em 3 de Março de 1878 e do subsequente Tratado de Berlim.

A história da Bulgária moderna têm início em 3 de Março de 1878, quando o Tratado de San Stefano dá autonomia ao estado búlgaro, que compreendia as regiões da Mésia, Trácia e Macedônia. Baseados nesta data, os búlgaros comemoram todos os anos o Dia da Nação Búlgara. No entanto, cientes de que o novo estado teria hegemonia nos Bálcãs, outras grandes potências, em especial a Áustria-Hungria, rejeitaram o tratado e conseguiram diminuir o território que viria a compor o Reino da Bulgária, dando uma sobrevida ao Império Otomano na península balcânica.

## Estabelecimento e desenvolvimento

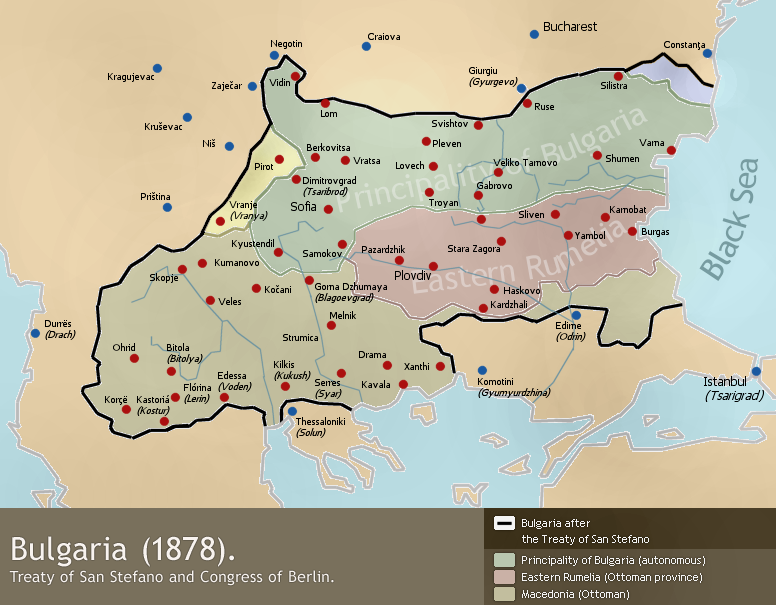
Fronteiras da Bulgária, de acordo com o Tratado de San Stefano de 3 de Março de 1878.

Como resultado do Tratado de Berlim de 1878, realizado sob a supervisão de Otto von Bismarck, o representante máximo do Império Alemão, e de Benjamin Disraeli do Reino Unido, que revisou o tratado anterior (San Stefano), o futuro Reino da Bulgária teve seu território reduzido.
Mesmo assim, criou-se um Principado da Bulgária autônomo, situado entre o rio Danúbio e a Stara Planina, incluindo a antiga capital búlgara de Veliko Turnovo e também Sófia. Este estado estava nominalmente sob o domínio do Império Otomano, mesmo sendo governado por um príncipe eleito por um congresso de búlgaros notáveis e era aprovado pelas grandes potências. Estas, especialmente os impérios aliados da Áustria-Hungria e da Alemanha exigiram que o príncipe não poderia ser russo, mas o sobrinho do czar Alexandre II foi mesmo assim eleito: tratava-se do Príncipe Alexandre I da Bulgária. Para contrabalançar a influência búlgara nos Bálcãs, a província da Rumélia Oriental foi criada logo ao sul, e a Macedônia permaneceu sob a soberania otomana.

### Unificação com a Rumélia Oriental e guerra contra a Sérvia

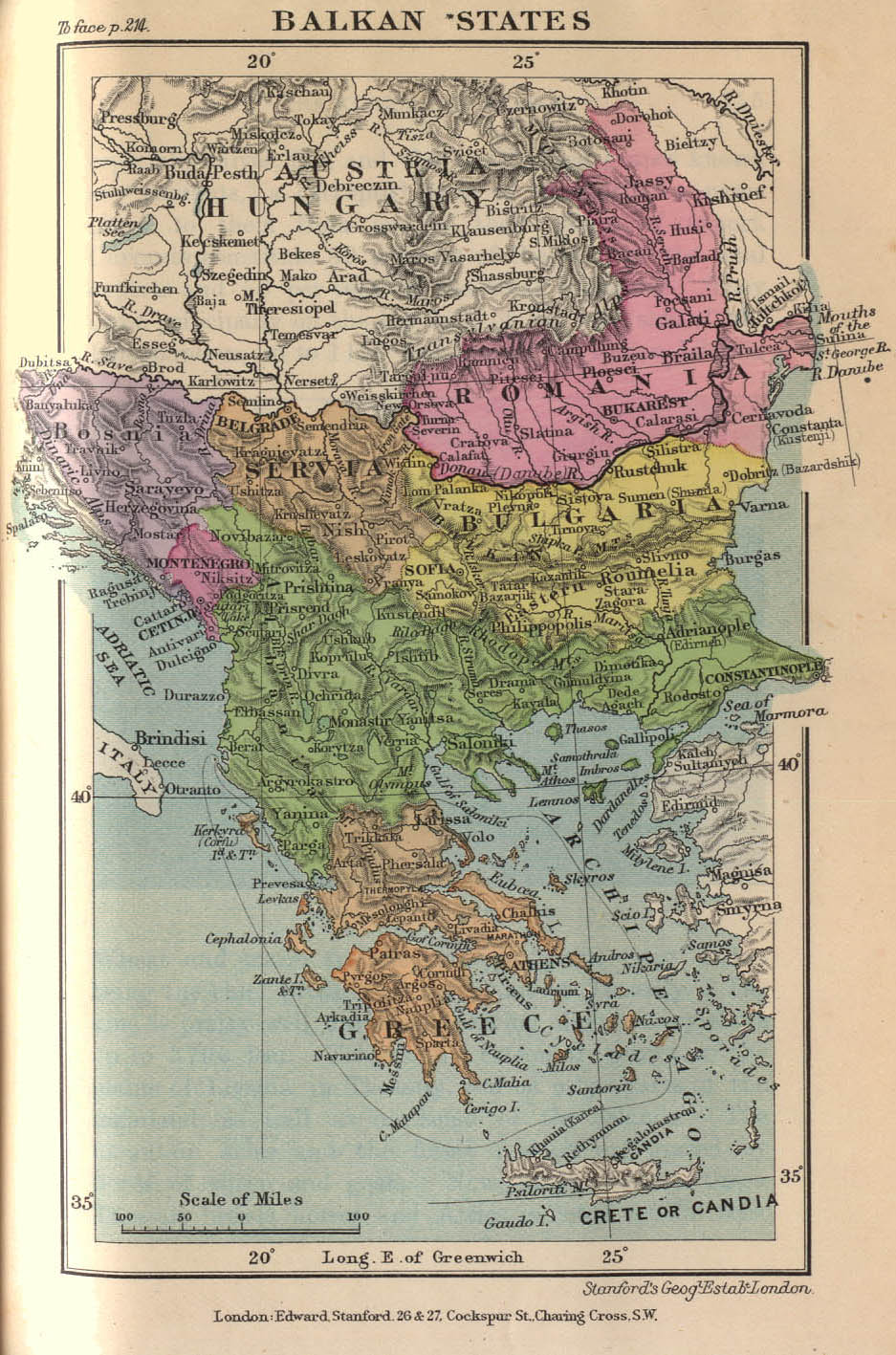
Estados balcânicos por volta de 1900.

Os búlgaros adotavam uma avançada constituição democrática, e poder logo foi passado ao Partido Liberal liderado por Stefan Stambolov. O Príncipe Alexandre tinha uma educação conservadora, e no começo opôs-se às políticas de Stambolov, mas em 1885 ela já era considerado suficientemente simpático ao seu novo país, a ponto de ganhar também o apoio dos liberais.
O príncipe também deu apoio à unificação entre a Bulgária e a Rumélia Oriental, que acabou sendo concluída a partir de um golpe realizado em Plovdiv em setembro de 1885. As potências européias não intervieram na questão porque estavam ocupadas com disputas internas. Pouco depois, a Sérvia viria a declarar guerra à Bulgária numa tentativa de conquistar territórios enquanto os búlgaros estavam distraídos. Os exércitos do reino búlgaro acabaram sendo derrotado em Slivnitsa e usaram o momento para lançar um contra-ataque. O exército sérvio foi levado a recuar profundamente para dentro de seu território, mas a Bulgária foi forçada a capitular quando o Império Austro-Húngaro mostrou-se disposto a intervir no conflito, do lado sérvio. Por fim, a unificação realizada pouco antes acabou por ser aceita pelas potências na forma de uma união pessoal.

### Fernando I

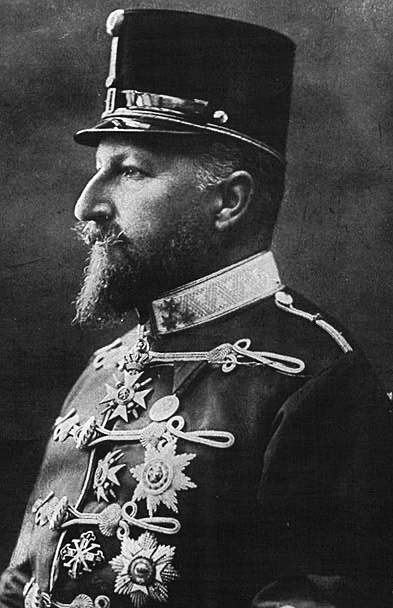
Czar Fernando I.

Estes acontecimentos tornaram Alexandre muito popular na Bulgária, mas a Rússia estava crescentemente insatisfeita com suas tendências liberais. Em agosto de 1886, eles fomentaram um golpe que acabou por forçar Alexandre a abdicar e se exilar na Rússia. Stambalov, no entanto, agiu rápido e fez com que as forças golpistas tivessem que deixar o país. Ele tentou reinstalar Alexander no poder, mas a forte oposição russa forçou o príncipe a abdicar novamente. Em julho de 1887, os búlgaros elegeram Fernando de Saxe-Coburgo-Gotha como seu novo príncipe. Fernando era o "candidato austríaco", e os russos se recusaram a reconhecê-lo. O novo príncipe inicialmente trabalhou ao lado de Stambolov, mas em 1894 suas relações começaram a se desgastar. Stambolov renunciou ao seu cargo e acabou por ser assassinado em julho de 1895. Fernando então se decidiu por restaurar as relações com a Rússia, o que significava um retorno à política conservadora.
Ainda havia uma substancial população búlgara vivendo sob a tutela otomana, particularmente na Macedônia. Para complicar a questão, a Sérvia e a Grécia também faziam reivindicações territoriais em partes da Macedônia, enquanto a Sérvia, como uma nação eslava, também considerava a população macedônia como parte de sua nação. Assim começou uma disputa pelo controle destas áreas que durou até a Primeira Guerra Mundial. Em 1903, ocorreu uma insurreição búlgara na Macedônia e uma guerra parecia estar a caminho. Em 1908, Fernando usou as disputas entre as grandes potências para declarar a Bulgária totalmente independente, tornando-se czar em 5 de Outubro (22 de Setembro na época, já que o calendário oficial da Bulgária era o juliano até 1916) na Igreja de St. Forty Martyrs, em Veliko Tarnovo.

### Revolta de Ilinden-Preobrazhenie
O principal problema da política externa búlgara durante o período pré-Primeira Guerra Mundial era o destino da Macedônia e da Trácia Oriental. No final do século XIX a Organização Interna da Revolução em Macedônia-Adrianópolis foi fundada e começou a preparar uma revolta armada nas regiões que ainda eram ocupadas pelos turcos-otomanos. Tendo o apoio nacional de toda a Bulgária, o IMARO tornou-se uma rede infiltrada em comitês na Macedônia e na Trácia. O objetivo maior da organização era liberar estas região, ou ao menos conseguir a atenção das grandes potências para a causa búlgara, ao divulgar que estas regiões poderiam sofrer reformas legais e econômicas caso ingressassem no reino búlgaro. Depois de três meses de disputadas batalhas, os exércitos otomanos conseguiram conter a rebelião e tomaram atitudes cruéis contra a população civil.

## As Guerras Balcânicas
Em 1911, o primeiro-ministro nacionalista do Reino da Bulgária, Ivan Geshov, planejou uma aliança com a Grécia e a Sérvia, e os três aliados colocaram de lado suas rivalidades e planejando um ataque conjunto ao Império Otomano e seus últimos domínios na Europa.
Em fevereiro de 1912, o tratado secreto foi assinado entre a Bulgária e a Sérvia, e em maio de 1912, um tratado similar foi assinado com a Grécia. Montenegro também viria a tomar parte no pacto. Os tratados estabeleciam diretrizes para a partilha da Macedônia e da Trácia entre os aliados, apesar de as linhas da partilha ter sido deixado perigosamente vaga. Depois que os otomanos recusaram-se a implementar reformas nas áreas disputadas, a Primeira Guerra Balcânica foi iniciada, mais precisamente em outubro de 1912.

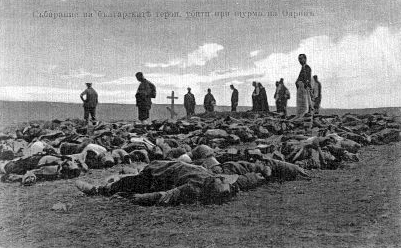
Soldados búlgaros mortos durante as Guerras Balcânicas.

Os aliados tiveram um sucesso colossal. O exército búlgaro infligiu várias derrotas decisivas nas forças otomanas, e chegaram a ameaçar perigosamente a cidade de Constantinopla, enquanto os exércitos sérvios e búlgaros se concentravam na tarefa de tomar o controle da Macedônia. Os otomanos pediram a paz em dezembro, mas as negociações foram interrompidas e as hostilidades só seriam contidas em fevereiro de 1913. Os otomanos já haviam perdido então Adrianópolis para uma força combinada de búlgaros e sérvios. Um segundo armistício seguiu-se em março, e os turcos perderam todos seus territórios europeus a leste da linha Midia-Enos, não muito longe da capital Constantinopla. A Bulgária ganhou a maior parte da Trácia, incluindo Adrianópolis e o porto de Dedeagach (atual Alexandropoli). O Reino da Bulgária também ganhou uma pequena parte da Macedônia, territórios a leste e norte de Tessalônica (que fora entregue aos gregos), e algumas pequenas áreas ao longo de sua fronteira ocidental.

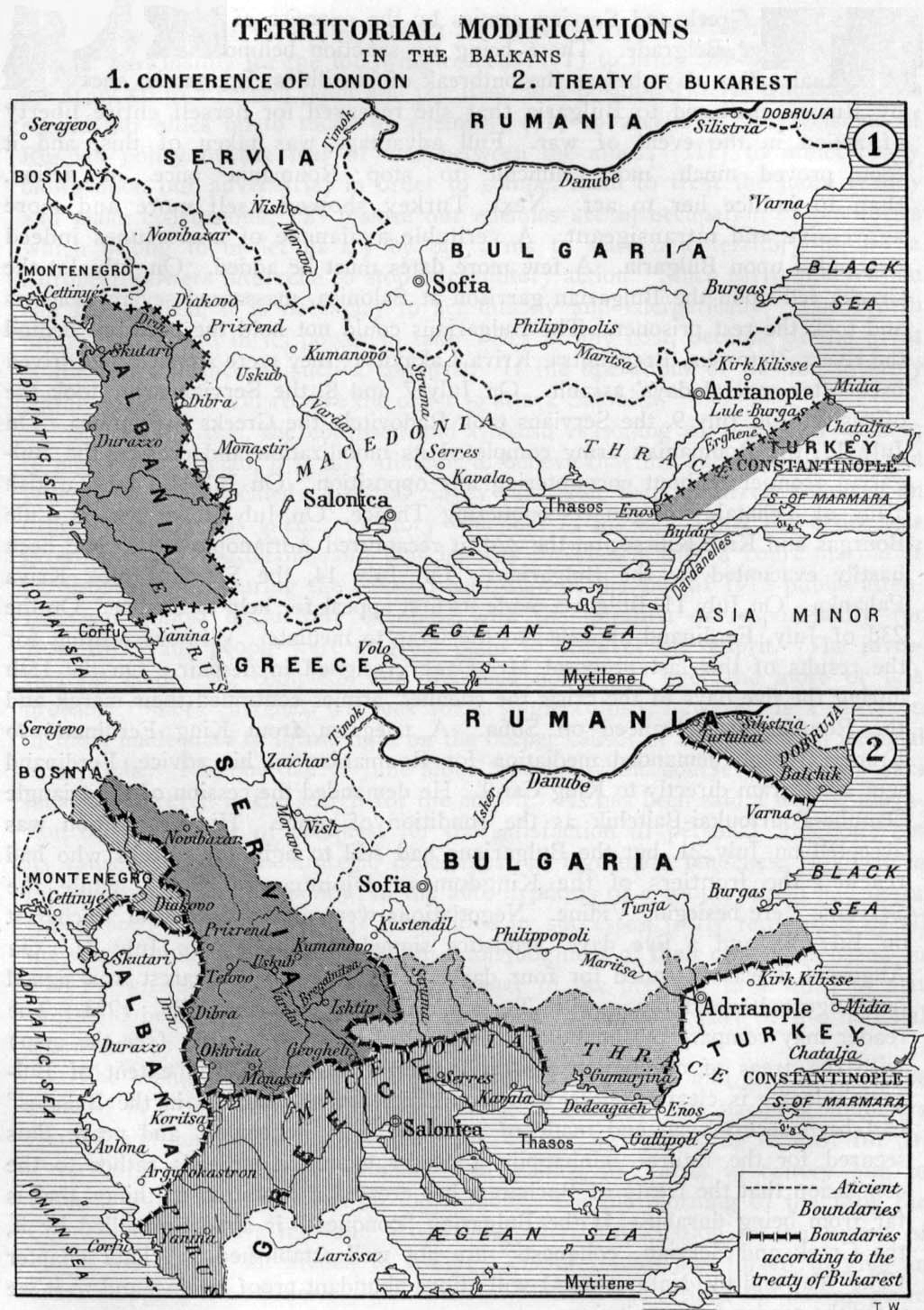
Fronteiras dos Bálcãs depois das duas Guerras Balcânicas (1912-1913).

A Bulgária sofreu as mais severas penalidades entre todos os aliados, e isto era a base para que sentisse que devesse possuir a maior parte nos espólios de territórios otomanos. Os sérvios, em particular, não viam as coisas desta maneira, e se recusaram a deixar qualquer território tomado na Macedônia do Norte (que corresponderia atualmente à República da Macedônia), alegando que o exército búlgaro não haviam concluído seus objetivos de capturar Adrianópolis (isto é, falhando a capturar Adrianópolis sem ajuda sérvia) e que os acordos de divisão feitos antes da guerra deveriam ser revisados. Alguns círculos na Bulgária sentiram que aquela era um momento adequado para declarar guerra à Sérvia e à Grécia como forma de se impor.
Em junho de 1913, Sérvia e Grécia formaram uma nova aliança, desta vez contra a Bulgária. O primeiro-ministro sérvio, Nikola Pasic, disse aos gregos que estes poderiam receber a Trácia caso se unissem aos sérvios para reter qualquer possível invasão da Bulgária na Macedônia sérvia. Vendo os combinados de antes da guerra serem desprezados, e sendo incentivado discretamente pela Alemanha e Áustria-Hungria, o czar Fernando declarou guerra contra a Sérvia e a Grécia e o exército búlgaro atacou em 29 de junho. As forças sérvias e gregas inicialmente recuaram na frente ocidental, mas logo recuperaram suas posições e forçaram a Bulgária a recuar. A luta foi dura, com muitas penas, especialmente durante a Batalha de Bregalnitsa. Pouco depois, a Romênia viria a ingressar na guerra, e atacaria a Dobruja no norte da Bulgária. Por fim, o Império Otomano também atacou a partir do sudeste. A guerra mostrou-se definitivamente perdida para a Bulgária, que teve que abandonar todas as suas pretensões na Macedônia cedida para a Sérvia e a Grécia, enquanto os revividos otomanos retomavam Adrianópolis, e os romenos tomavam posse da Dobruja.

## Guerra e conflitos sociais

### Primeira Guerra Mundial
No pós-guerra, a opinião pública búlgara voltou-se contra a Rússia e as potências ocidentais, que os búlgaros achavam que nada poderiam fazer para ajudá-los. O governo de Vasil Radoslavov alinhou a Bulgária com a Alemanha e com a Áustria-Hungria, mesmo que isto significasse se aliar também com os otomanos, tradicionais inimigos do reino búlgaro. Entretanto, agora a Bulgária não tinha mais disputas contra os otomanos, mas sim contra Sérvia, Grécia e Romênia (aliados do Reino Unido e da França), que haviam tomado territórios ocupados por búlgaros. O reino búlgaro permaneceu neutro durante o primeiro ano da Primeira Guerra Mundial, mas quando a Alemanha prometeu restaurar as fronteiras do Tratado de San Stefano, a Bulgária, que tinha o maior exército dos Bálcãs, declarou guerra contra a Sérvia em outubro de 1915. Reino Unido, França e Itália então declararam guerra à "Prússia dos Bálcãs".
Mesmo que a Bulgária, aliada à Alemanha, Áustria-Hungria e Império Otomano tenha vencido várias batalhas contra a Sérvia e a Romênia, ocupando boa parte da Macedônia (tomando Skopje em outubro), avançando por dentro da Macedônia grega e tomando a Dobruja dos romenos em setembro de 1916, a guerra logo tornou-se impopular entre a maior parte da população búlgara, que sofreu gravemente os efeitos econômicos da situação e ainda tinha de lutar contra os irmãos cristãos ortodoxos ao estar aliada com os muçulmanos otomanos. O líder do Partido Agrário, Aleksandur Stamboliyski, foi preso por sua oposição à guerra. A Revolução Russa de fevereiro de 1917 também teve grandes efeitos em terras búlgaras, espalhando um sentimento antiguerra e antimonarquista entre as tropas nas cidades. Em junho o governo de Radoslavov resignou. Os motins se tornaram comuns entre o exército, Stamboliyski foi libertado e a república foi proclamada.

### Anos entre-guerras
Em setembro de 1918, os sérvios, britânicos, franceses e gregos conseguiram avançar pela frente macedônia e o czar Fernando foi forçado a buscar a paz. Stamboliyski era a favor de reformas democráticas, não uma revolução. Para aniquilar as ideias revolucionárias, ele fez com que Fernando abdicasse em favor de seu filho, Bóris III. Os revolucionários foram suprimidos e o exército se dissipou. Sob o Tratado de Neuilly (novembro de 1919), a Bulgária perdeu sua costa no mar Egeu para a Grécia e quase todas as suas posses na Macedônia para o novo estado da Iugoslávia, além de ter de devolver a Dobruja para os romenos. As eleições de 1920 mostraram que a população queria mudanças e o Partido Agrário ganhou a ampla maioria do parlamento, Stamboliyski formou o que se tornou conhecido como o primeiro regime genuinamente democrático da Bulgária.
Stamboliyski tinha que lidar com imensos problemas sociais de um pobre país habitado em sua maior parte por pobres camponeses. A Bulgária tinha também de lidar com as imensas reparações de guerra devidas à Iugoslávia e à Romênia, e como contornar o problema dos refugiados búlgaros da Macedônia, que tiveram que deixar terras onde viviam e que agora pertenciam à Iugoslávia. Apesar de tudo, Stamboliyski conseguiu levar muitas reformas par a frente, apesar da oposição do czar, dos latifundiários e dos oficiais do exército, que acabaram perdendo influência depois da guerra. Outra grande inimiga era a Organização Revolucionária Interna da Macedônia (VMRO), que lutava pela reconquista da Macedônia para a Bulgária. Ao lidar com tantos oponentes, Stamboliyski aliou-se com o Partido Comunista da Bulgária e abriu relações com a União Soviética.
Em março de 1923, Stamboliyski assinou um acordo com o governo iugoslavo que garantia o respeito à nova fronteira e concordava com a supressão do VMRO. Isso fez com que uma revolta nacionalista tomasse lugar, e houve um golpe em 9 de Junho, que levou ao assassinato de Stamboliyski. Uma ala direitista do governo, comandada por Aleksandar Tsankov tomou o poder, sendo apoiado pelo czar, o exército e o VMRO, que liderou ataques contra os Agrários e os Comunistas. O líder destes últimos, Georgi Dimitrov, fugiu para a União Soviética. Houve também uma severa repressão em 1925, na seqüência de duas tentativas de tirar a vida do czar. Em 1926, Tsankov foi persuadido a renunciar e um governo moderado sob o comando de Andrey Lyapchev tomou lugar. A anistia foi proclamada, mesmo que os comunistas continuassem banidos do país, e os agrários se reorganizaram e venceram as eleições de 1931 sob o comando de Nikola Mushanov.
Logo quando a estabilidade política havia sido restaurada, os efeitos completos da Grande Depressão atingiram a Bulgária, e tensões sociais cresceram novamente. Em maio de 1934 houve um outro golpe, os Agrários foram novamente suprimidos, e um regime autoritarista liderado por Kimon Georgiev se estabilizou e deu apoio ao czar Boris. Em abril de 1935, o próprio Boris tomou o poder, ao indicar vários primeiro-ministros fantoches como Georgi Kyoseivanov (entre 1935 e 1940) e Bogdan Filov (entre 1940 e 1943). O regime do czar baniu todos os partidos da oposição e colocou a Bulgária numa aliança com a Alemanha nazista e a Itália fascista. Além disso, mesmo que o Pacto Balcânico de 1938 tenha restaurado as boas relações com a Iugoslávia e a Grécia, tensões territoriais continuavam a existir.

## Segunda Guerra Mundial

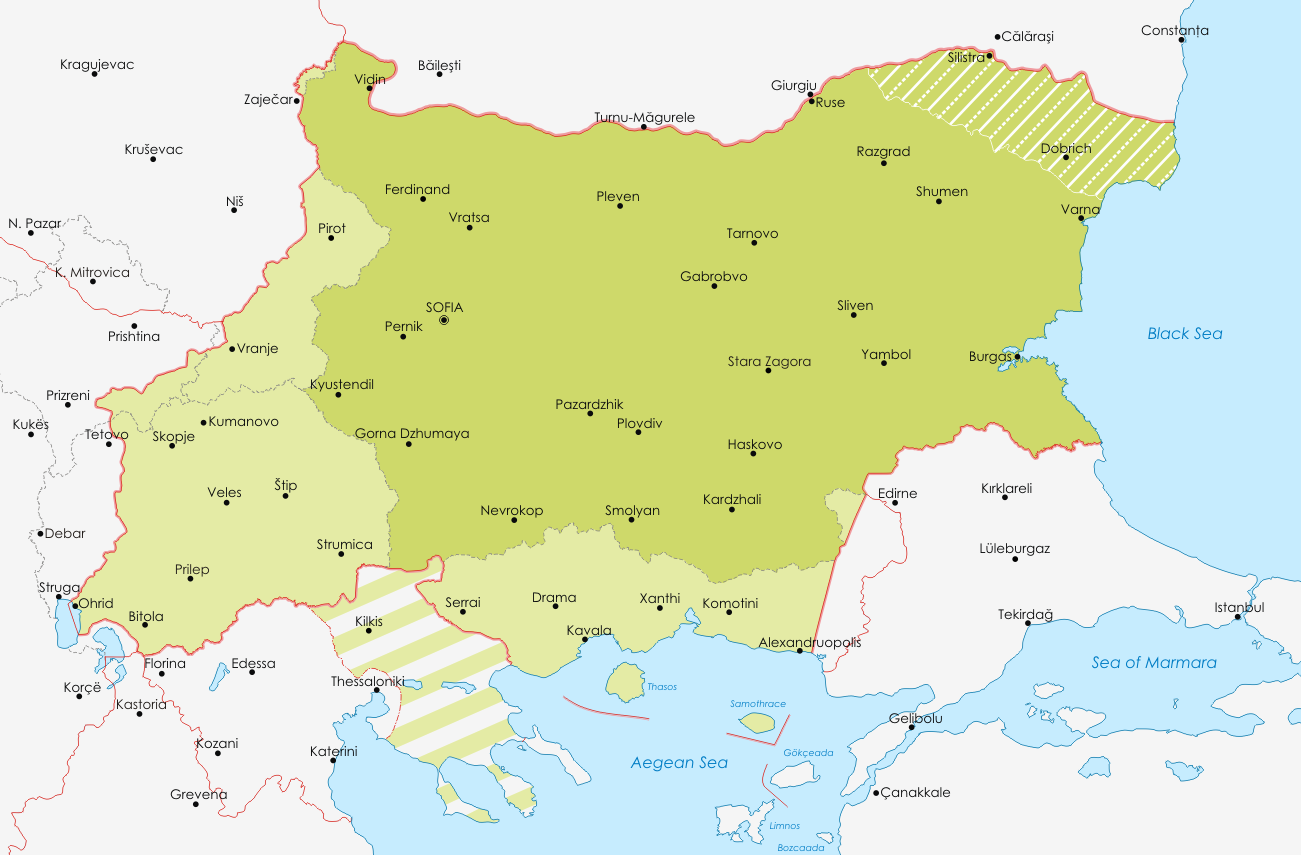
Mapa da Bulgária durante durante a Segunda Guerra Mundial.

Sob o governo de Filov, a Bulgária entrou na Segunda Guerra Mundial, levada pela reconquista da Dobruja que havia sido perdida para a Romênia depois da Primeira Guerra Mundial e também pelas ordens de Hitler de setembro de 1940. Em março de 1941, a Bulgária assinou oficialmente o Pacto Tripartite, tornando-se uma aliada da Alemanha Nazi, e tropas alemãs entraram no território do país para combater a Iugoslávia e a Grécia. Quando estas duas nações foram conquistadas, a Bulgária ganhou o direito de ocupar toda a Trácia grega e também a maior parte da Macedônia. O país também viria a declarar guerra contra o Reino Unido e os Estados Unidos, embora resistisse à pressão alemã para atacar a União Soviética, temendo o sentimento pró-russo no país.
Em agosto de 1943, o czar Bóris III morreu repentinamente, logo depois de voltar da Alemanha (provavelmente foi assassinado, apesar de isto nunca ter sido provado) e o poder passou às mãos de seu filho de seis anos, Simeão II. O poder havia sido dado a um conselho de regentes comandado pelo tio do czar, Príncipe Kirill. O novo primeiro-ministro, Dobri Bozhilov, era praticamente um fantoche alemão.
A resistência aos nazistas e ao novo governo búlgaro se espalhou por todo o país em 1943, sendo coordenada principalmente por comunistas. Junto com o Partido Agrário, agora comandado por Nikola Petkov, os social-democratas e mesmo muitos oficiais do exército búlgaro, foi formada a Frente Pátria da Bulgária. Partisans operaram nas áreas montanhosas do oeste e do sul do país, e em 1944 era óbvio que a Alemanha estava perdendo a guerra e então o regime procurou uma saída. Bozhilov resignou em maio e seu sucessor, Ivan Ivanov Bagrianov tentou negociar com os Aliados ocidentais.
Enquanto isto, Sófia era bombardeada pela aeronáutica aliada desde o final de 1943, e entrando pelo ano de 1944, com os ataques sendo expandidos para outras grandes cidades no ano seguinte.

### A Bulgária e o Holocausto
Apesar de uma série de leis antijudaicas criadas a partir de 1940 (judeus foram excluídos do serviço público, banidos de certas áreas, tiveram sua participação na economia restringida, e não poderiam se casar com não-judeus), a Bulgária foi o único país, além da Dinamarca e da Finlândia, a resistir à deportação de judeus. Em 1943, 20 000 foram expulsos de Sófia, mas protestos iniciados por Dimitar Peshev e por outros políticos e clérigos impediram intervenções futuras nesta linha, salvando aproximadamente 50 000 judeus no país.
A Bulgária foi forçada, entretanto, a deportar judeus das áreas conquistadas. Vários judeus da Macedônia e da Trácia foram deportados, e no total, o país expulsou outros 11 000 judeus de seu território para a Alemanha nazista. A maior parte deles morreu no campo de concentração de Treblinka.

## O golpe comunista
Mas era o exército soviético que avançava rapidamente contra a Bulgária. Em agosto, o país, unilateralmente, anunciou que estava se retirando da guerra e pediu aos nazistas que se retirassem. Tropas búlgaras foram praticamente expulsas da Grécia e da Iugoslávia, e em setembro as tropas soviéticas cruzaram a fronteira norte. O governo, desesperado para evitar a ocupação soviética, declarou guerra contra a Alemanha, mas os soviéticos não podiam mais ser expulsos e em 5 de setembro, o país comunista declarou guerra à Bulgária - que por alguns dias esteve em guerra tanto contra a Alemanha quanto contra a União Soviética. Em 16 de setembro, o exército soviético ocupou Sófia.
A Frente Patriótica tomou o poder em Sófia, logo após um processo revolucionário, formando uma ampla coalização com Kimon Georgiev e incluindo os social-democratas e os agrários. Sob os termos do acordo de paz, a Bulgária poderia manter a Dobruja em seu território, mas formalmente renunciou a todas suas pretensões em território grego e iugoslavo. Para evitar disputar futuras disputas. 150 000 búlgaros foram expelidos da Trácia grega. Os comunistas pensaram em um papel menor no novo governo de início, mas com o apoio do representantes soviéticos, que realmente estavam no poder, a Milícia do Povo foi planejada e levada a intimidar todos os partidos que não o comunista.
Em fevereiro de 1945, as novas realidades do poder na Bulgária foram mostradas quando o Príncipe Kirill e vários outros oficiais do exército do antigo regime foram acusados de crimes de guerra. Em junho, Kirill e outros antigos líderes foram executados sumariamente. Em setembro de 1946, a monarquia foi abolida após a realização de um plebiscito, o czar foi enviado para o exílio e o Reino da Bulgária encontrou um fim. Os comunistas tomaram definitivamente o poder com Vasil Kolarov a ocupar o cargo de presidente e Dimitrov tornando-se primeiro-ministro. Eleições livres foram planejadas para 1946, mas foram completamente boicotadas pelos oposicionistas e camponeses que se recusaram a cooperar com o novo regime, e em junho de 1947 o líder Nikola Petkov foi preso. Apesar de fortes protestos internacionais, ele foi executado em setembro. Isto marcou o estabelecimento final e irreversível do regime comunista na Bulgária.